# بانک خلق چین
بانک خلق چین (انگلیسی: People's Bank of China) بانک مرکزی چین است، که در سال ۱۹۴۸ تأسیس شد. هم‌اکنون شورای دولتی جمهوری خلق چین مالکیت این بانک را در اختیار دارد.